# Финогенов, Максим Константинович
Макси́м Константи́нович Финоге́нов (25.01.1925 — 17.09.1988) — советский рабочий и политический деятель. Герой Социалистического Труда (1971).

## Биография
Родился в посёлке Михайловский Уральской области в рабочей семье.
В возрасте одиннадцати лет остался без отца, работал в рыбацкой артели.
Окончил Тюменское военно-пехотное училище. В 1943 году отправился на фронт.
В 1950 году, после демобилизации, приехал в Свердловск, устроился на Верх-Исетский завод. Сначала работал дублировщиком, с 1956 года и до выхода на пенсию — на должности «старший вальцовщик» листопрокатного цеха № 2.
Окончил с отличием школу мастеров прокатного производства. Мастер проката ЛПЦ (1975—1981). С 1981 года — на хозяйственной работе в том же цехе.
Член КПСС с 1967 года. С 1971 по 1975 являлся депутатом Верховного Совета РСФСР, также был депутатом горсовета и райсовета. В 1975 году работал в областном комитете народного контроля.
Умер 17 сентября 1988 года. Похоронен на Широкореченском кладбище.

## Награды
- Герой Социалистического Труда (1971)
- Орден Ленина (1971)
- Орден Трудового Красного Знамени (1967)
- Орден Отечественной войны II степени (06.11.1985)
- Медаль «За отвагу»
- Медаль «За боевые заслуги»
- Медаль «За взятие Будапешта»
- Медаль «За взятие Вены»
- Медаль «За победу над Германией в Великой Отечественной войне 1941—1945 гг.»
- Юбилейная медаль «Двадцать лет Победы в Великой Отечественной войне 1941—1945 гг.»
- Юбилейная медаль «Тридцать лет Победы в Великой Отечественной войне 1941—1945 гг.»
- Юбилейная медаль «Сорок лет Победы в Великой Отечественной войне 1941—1945 гг.»
- Почётный гражданин Свердловска (5.11.1967)
- Почётный металлург